# Francis Pilkington
Francis Pilkington (ca. 1565-1638) va ser un compositor, llaütista i cantant anglès. El 1602 va entrar de cantant a la catedral de Chester i va passar la resta de la seva vida treballant allà. Encara que era un home d'església, Pilkington també va compondre música profana; madrigals i cançons per a llaüt.

## Biografia
Pilkington va néixer a probablement al comtat de Lancashire, al voltant de 1570. El seu pare i el seu germà gran estaven al servei del comte de Derby, i és probable que el comte facilités àmplia formació musical al jove Pilkington des de ben petit; el compositor va rebre el grau BMus de Lincoln College el 1595, que acredita setze anys d'estudis musicals. Pel seu propi compte va arribar a ser un gran llaütista, però va ser el seu talent vocal i compositiu el que va forjar la seva reputació.
En 1602 va esdevenir un singing man, o "conducta", de la catedral de Chester, i ja aleshores produïa les seves primeres cançons. El 1605 va aparèixer el seu primer volum de cançons de llaüt. L'any 1612 es va convertir en canonge de l'Església Anglesa.
El seu segon volum van publicar-se el 1613 sota el títol, The First Set of Madrigals and Pastorals ("El primer conjunt de madrigals i pastorals"). A partir de l'any següent va acceptar diversos càrrecs —de vegades, simultàniament— en diverses esglésies a Chester: Xantre a Sta. Bridget, Precentor a la catedral de Chester (càrrec que va mantenir des de 1614 fins a la seva mort), i rector de la Catedral d'Aldford (1631).
El 1624 va ser publicat el seu tercer volum, una continuació del segon conjunt de madrigals i pastorals. Aquest volum també conté obres instrumentals per a viola de gamba i un conjunt de salms. Cap a mitjans de 1630 va deixar el càrrec d'Aldford per centrar-se en el de la catedral de Chester. Havia expressat el seu desig de compondre i publicar més música, però el recull de 1624 va ser l'últim que va publicar. Va morir a Chester, Anglaterra, l'any 1638.